# Isabel de Dinamarca (1573-1626)
Isabel de Dinamarca (Dinamarca, 25 d'agost de 1573 - Braunschweig, 19 de juliol de 1626), va ser una princesa de la Casa d'Oldemburg, filla del rei Frederic II de Dinamarca i de Sofia de Mecklenburg-Güstrow. Va ser Duquessa de Braunschweig-Wolfenbüttel a través del seu matrimoni amb el duc Enric Juli de Braunschweig-Luneburg.

## Primers anys
Isabel va néixer a Koldinghus, primera filla del rei Frederic II de Dinamarca i de la reina Sofia de Mecklenburg-Güstrow. Una de les seves tres germanes era la princesa Anna, futura reina d'Anglaterra i Escòcia, i un dels seus germans es va convertir en el rei Cristià IV.
Degut als excessos del seu pare, la seva mare la va enviar amb els seus germans Anna i Cristià a viure amb els seus avis a Güstrow en els seus primers anys.

## Matrimonis i fills
Va ser considerada com una possible esposa per al rei Jaume I d'Anglaterra, però el rei Frederic ja havia compromès a Isabel amb el duc de Braunschweig, prometent en canvi a la seva segona filla Anna. Es va casar amb el duc Enric Juli de Brunsvic-Lüneburg i van tenir deu fills:
- Frederic Ulric (1591–1634)

- Sofia Eduvigis (1592–1642), casada amb Ernest Casimir de Nassau-Dietz.

- Isabel (1593–1650), casada amb August de Saxònia, i Joan Felip de Saxònia-Altenburg.

- Eduvigis (1595– 1650), casada amb Ulric, duc de Pomerània.

- Dorotea (1596–1643), casada amb el marcgravi Cristià Guillem de Brandenburg.

- Enric Juli (1597–1606), va morir jove.

- Cristià de Braunschweig (1599–1626)

- Rudolf (1602–1616), va morir jove.

- Enric Carles (1609–1615), va morir a la infància.

- Anna Augusta (1612–1673), casada amb Jordi Lluís de Nassau-Dillenburg.

## Viudetat
Després de la mort del seu marit el 1613, va regnar com a regent. Tres anys després, el seu fill, Frederic va governar, juntament amb el seu germà, Cristià IV de Dinamarca.